# Honduranische Basketballnationalmannschaft
Die honduranische Basketballnationalmannschaft der Herren vertritt Honduras bei Basketball-Länderspielen. Der honduranische Verband trat im Unterschied zu anderen zentralamerikanischen Verbänden bereits 1953 der FIBA bei, doch die Herrennationalmannschaft verfügt über keine nennenswerten Erfolge und konnte sich zuletzt 2001 für die Basketball-Zentralamerikameisterschaft als mittelamerikanische Endrunde qualifizieren. Eine Qualifikation für eine kontinentale oder gar globale Endrunde gelang bislang nicht.

## Abschneiden bei internationalen Wettbewerben
| noch nie qualifiziert |  | noch nie qualifiziert |

### Zentralamerikanische Meisterschaften
| - 1965 – nicht qualifiziert - 1967 – 7. Platz von 7 Teilnehmern - 1969 – nicht qualifiziert - 1971 – nicht qualifiziert - 1973 – nicht qualifiziert - 1975 – nicht qualifiziert - 1977 – 6. Platz von 7 Teilnehmern - 1981 – nicht qualifiziert - 1985 – 9. Platz von 9 Teilnehmern - 1987 – nicht qualifiziert | - 1989 – nicht qualifiziert - 1991 – nicht qualifiziert - 1993 – nicht qualifiziert - 1995 – nicht qualifiziert - 1997 – 6. Platz von 6 Teilnehmern - 1999 – nicht qualifiziert - 2001 – 8. Platz von 8 Teilnehmern seit 2003 – nicht qualifiziert |